# حارش ووارش (مسلسل)
حارش وارش: مسلسل كوميدي كويتي / إماراتي، كتبه سفيان عبد الإله وأخرجه حسن البلام انتج وعرض عام 2015، من بطولة عبد الناصر درويش وحسن البلام. وتعبير (حارش وارش) يعني (بلا لف ولا دوران) باللهجة الخليجية.

## القصة
(حارش) هو شخص ذكي وبسيط وشجاع، يحب أخت المختار وتدور بينه وبينها حكايات رومانسية، ويعمل بائعاً لقدور الطبخ، ويتقدم لوظيفة حكومية هو وشقيقه قرب حانوت كبير التجار، أما شقيقه (وارش) فهو شخص غريب الأطوار يتباهى دائماً بماضي عائلته ويأخذ قرارات طائشة تتسبب لكليهما بمشاكل ومتاعب.

## تمثيل
- عبد الناصر درويش (وارش)
- حسن البلام (حارش)
- ميس كمر
- أحمد العونان
- بلال عبد الله (المختار)
- مروة راتب (أخت حارش وارش)
- فهد البناي
- فوز الشطي (أخت المختار)
- سلطان الفرج
- مبارك المانع
- خليل ابراهيم (إبراهيم)
- محمد الرمضان (عادل)